# Herpétofaune
Cet article court présente un sujet plus développé dans : faune (biologie), Amphibia et Reptile.
L'herpétofaune ou faune herpétologique est la partie de la faune constituée par les amphibiens  et les reptiles.
L'herpétofaune désigne la totalité de la population de ces animaux vertébrés tétrapodes ectothermes présents dans un milieu.  